# Tərtər
Tərtər (Թարթառ in armeno) è una città dell'Azerbaigian, capoluogo dell'omonimo distretto.